# Rallycross

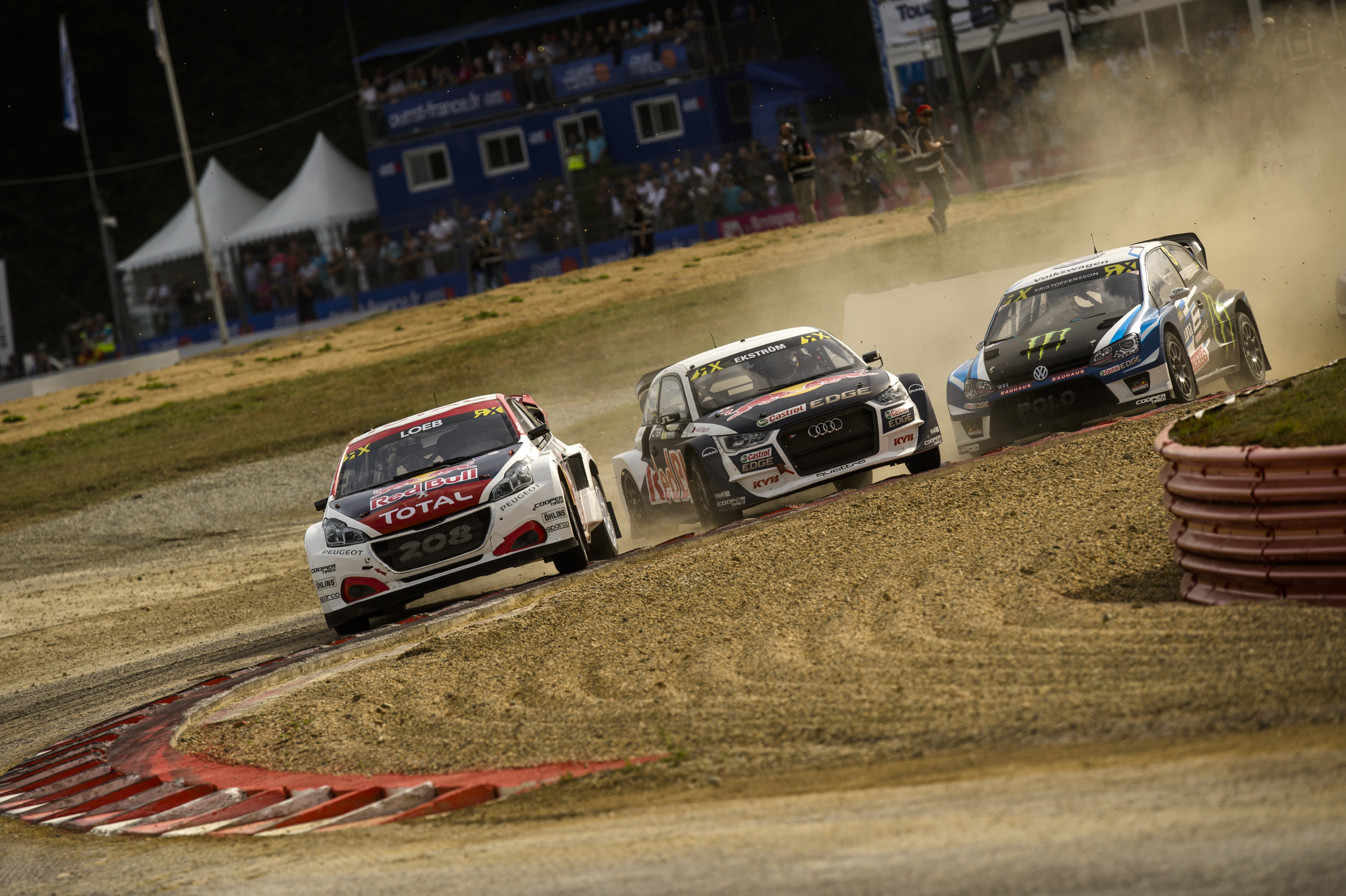
Le championnat du monde de rallycross, né en 2014.

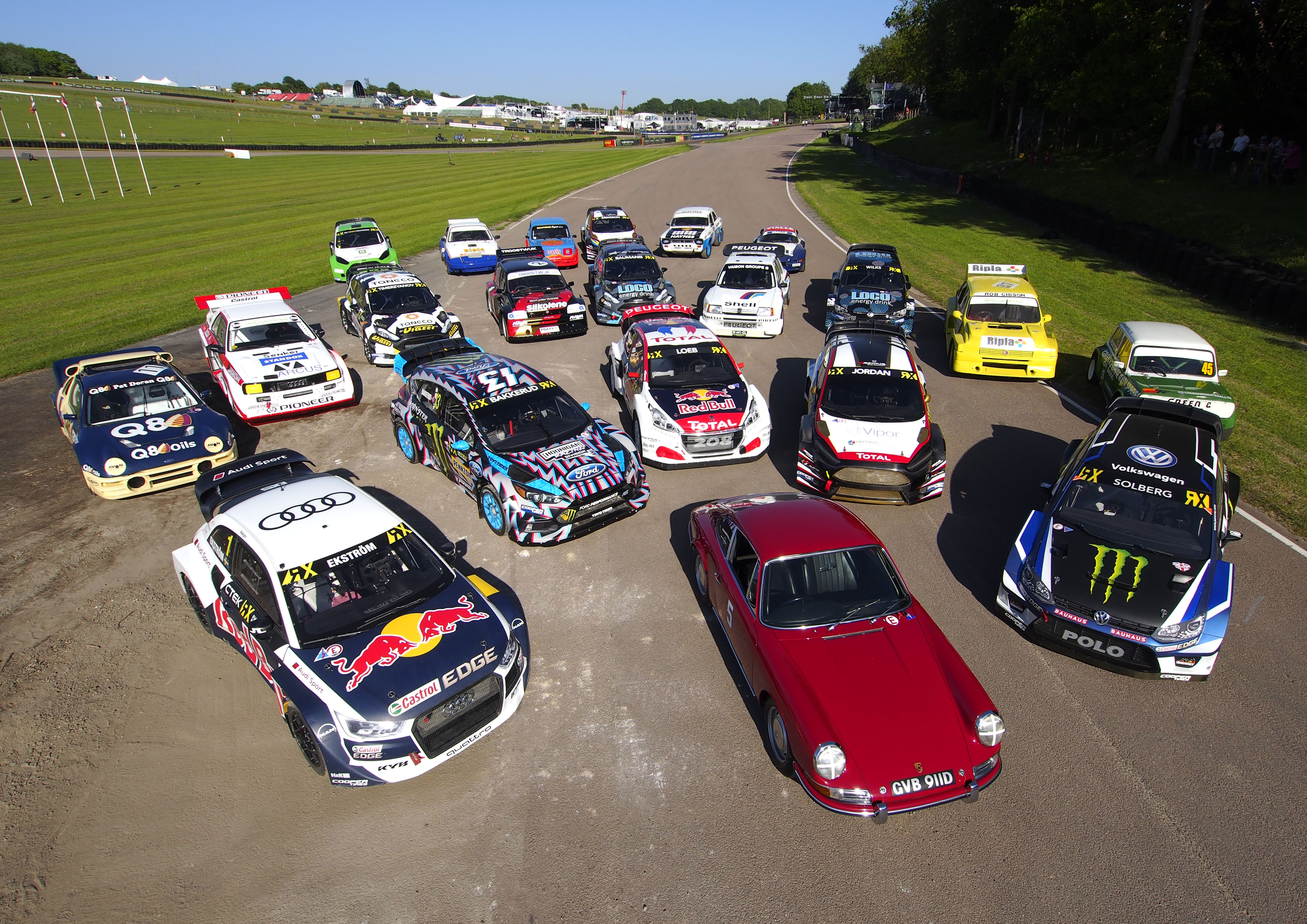
Voitures de rallycross des débuts à nos jours lors des 50 ans du rallycross sur le circuit de Lydden Hill.

Le rallycross est une discipline de sport automobile se déroulant sur circuit fermé alternant surface en terre et surface en asphalte. Les voitures de rallycross sont sensiblement identiques à celles utilisées en rallye, mais les puissances avoisinent les 600 chevaux dans la catégorie reine, la Supercar. Le rallycross est surtout populaire dans les pays Scandinaves, les Pays-Bas, la Grande-Bretagne et la France[réf. nécessaire].

## Historique
La première compétition de rallycross s'est déroulée le 4 février 1967 en Angleterre sur le circuit de Lydden Hill (en) près de Douvres, et a fait l'objet d'une émission de télévision produite par Robert Reed pour le programme sport d'ITVS. Ce premier « vrai » rallycross, organisé par Bud Smith, le 750 Motor Club, et le propriétaire du circuit, Bill Chesson, est remporté par Vic Elford au volant d'une Porsche 911 de l'importateur britannique APN, devant Brian Melia (sur Ford Cortina Lotus) et Tony Fall (Mini Cooper S. BMC). 
La première épreuve française de rallycross se déroule le 5 septembre 1976 sur le circuit de Lohéac, en Bretagne. Le rallycross devient un sport populaire en Europe grâce à la proximité des compétiteurs et du public. En effet le public peut approcher librement les pilotes dans les paddocks . Les pilotes, quasiment tous amateurs dans les championnats nationaux, préparent souvent eux-mêmes leurs véhicules. Le rallycross hérite dans les années 1980-1990 des célèbres groupe B après leurs bannissement des rallyes mondiaux. Le championnat d'Europe de rallycross devient officieusement dans les années 1990 un laboratoire pour quelques constructeurs pour développer leurs WRC.
En 2013 l'entreprise américaine International Management Group (IMG), spécialisée dans les médias et la gestion sportive, rachète les droits du championnat d'Europe de rallycross et créée la marque « Rallycross RX ». En 2014, la Fédération internationale de l'automobile (FIA) organise avec IMG le premier championnat du monde de rallycross (FIA World Rallycross Championship), qui devient rapidement un championnat médiatisé et capable d'attirer des champions d'autres disciplines, tels que Petter Solberg, Sébastien Loeb ou Mattias Ekström, ainsi que des constructeurs automobiles comme Peugeot, Ford, Audi ou Volkswagen.
Le rallycross prévoit d'accueillir en championnat du monde des véhicules électriques à l'horizon 2020. Le format de course avec ses épreuves de courte durée se prête parfaitement à l'électrification des véhicules.

## Catégories
Il existe quatre catégories internationales : RX1, RX2e, RX3, et TouringCar (les dénominations actées par la FIA ont été changées à compter de 2021).
- RX1 (anciennement Supercar) : voiture de série largement modifiée dans un esprit WRC et R5, avec quatre roues motrices, propulsée par un moteur 2 litres turbocompressé développant 600 ch et 900 N m de couple, sans aide électronique à la conduite. Les RX1 sont capables de puissantes accélérations ; le 0 à 100 km/h est abattu en à peu près 2 secondes[3].
- RX2e (anciennement Supercar Lites) : catégorie de support en championnat du monde de rallycross, elle se dispute avec des véhicules identiques mis au point par Olsbergs MSE. Moteur électrique combiné développant 335 ch, châssis tubulaire et quatre roues motrices, sans aide à la conduite.
- RX3 (anciennement Super1600) : catégorie deux roues motrices traction, calquée sur la réglementation Super 1600, avec un moteur 1,6 L atmosphérique développant 220 ch, sans aide à la conduite.
- Touring car : catégorie deux roues motrices propulsion, présente dans les championnats nordiques et internationaux, avec un moteur 2 L atmosphérique, sans aide à la conduite.

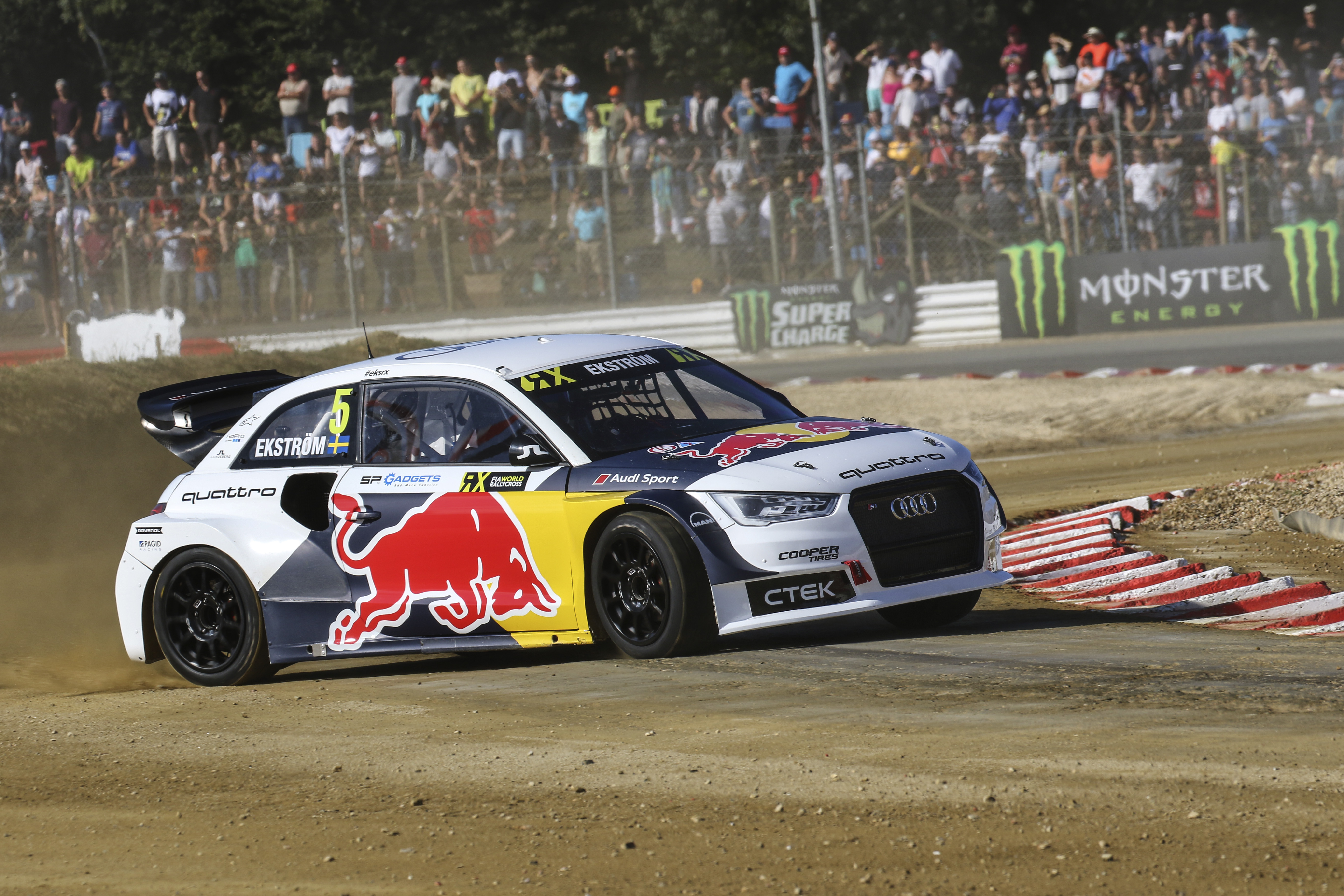
Supercar en championnat du monde.
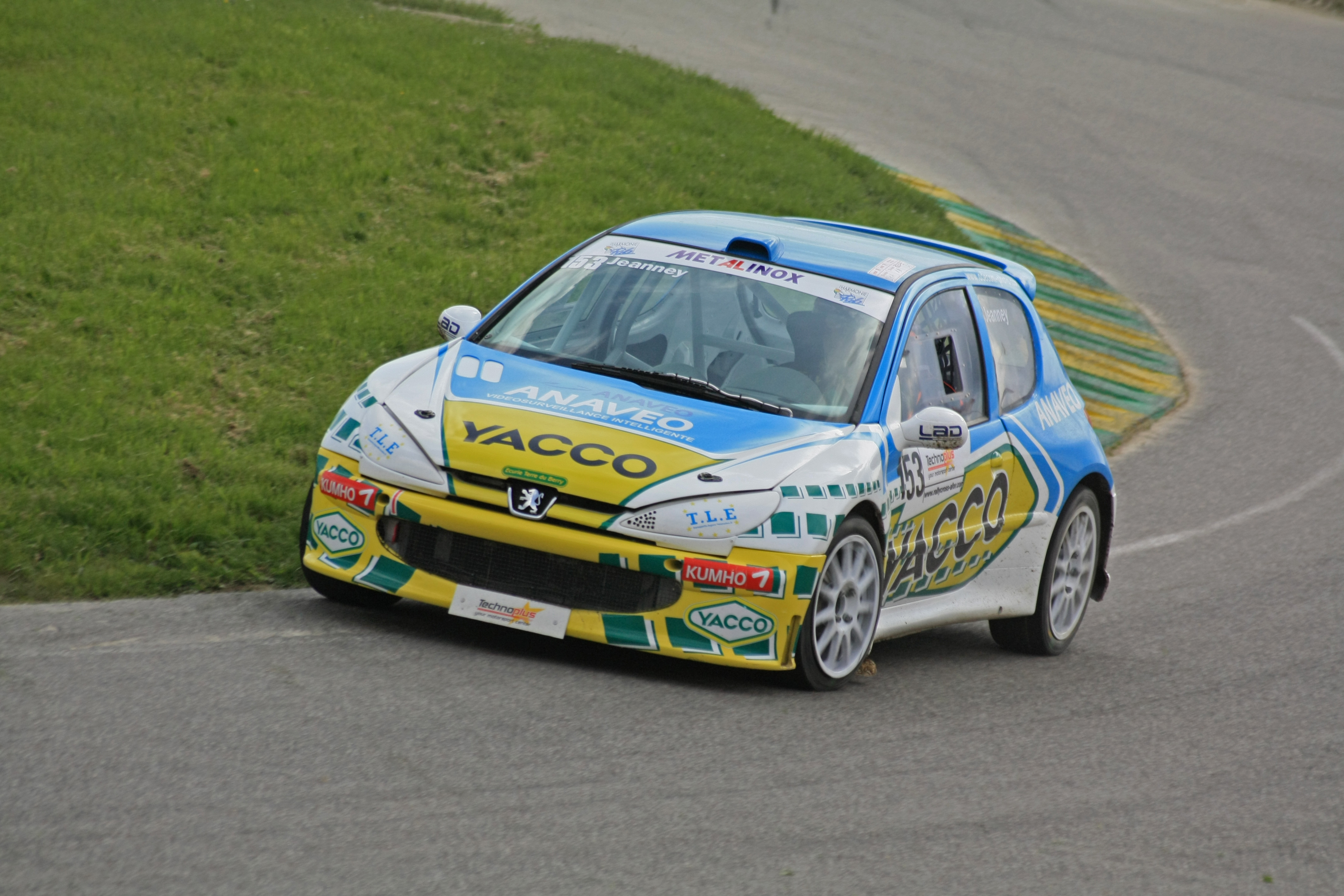
Super 1600 en championnat de France.
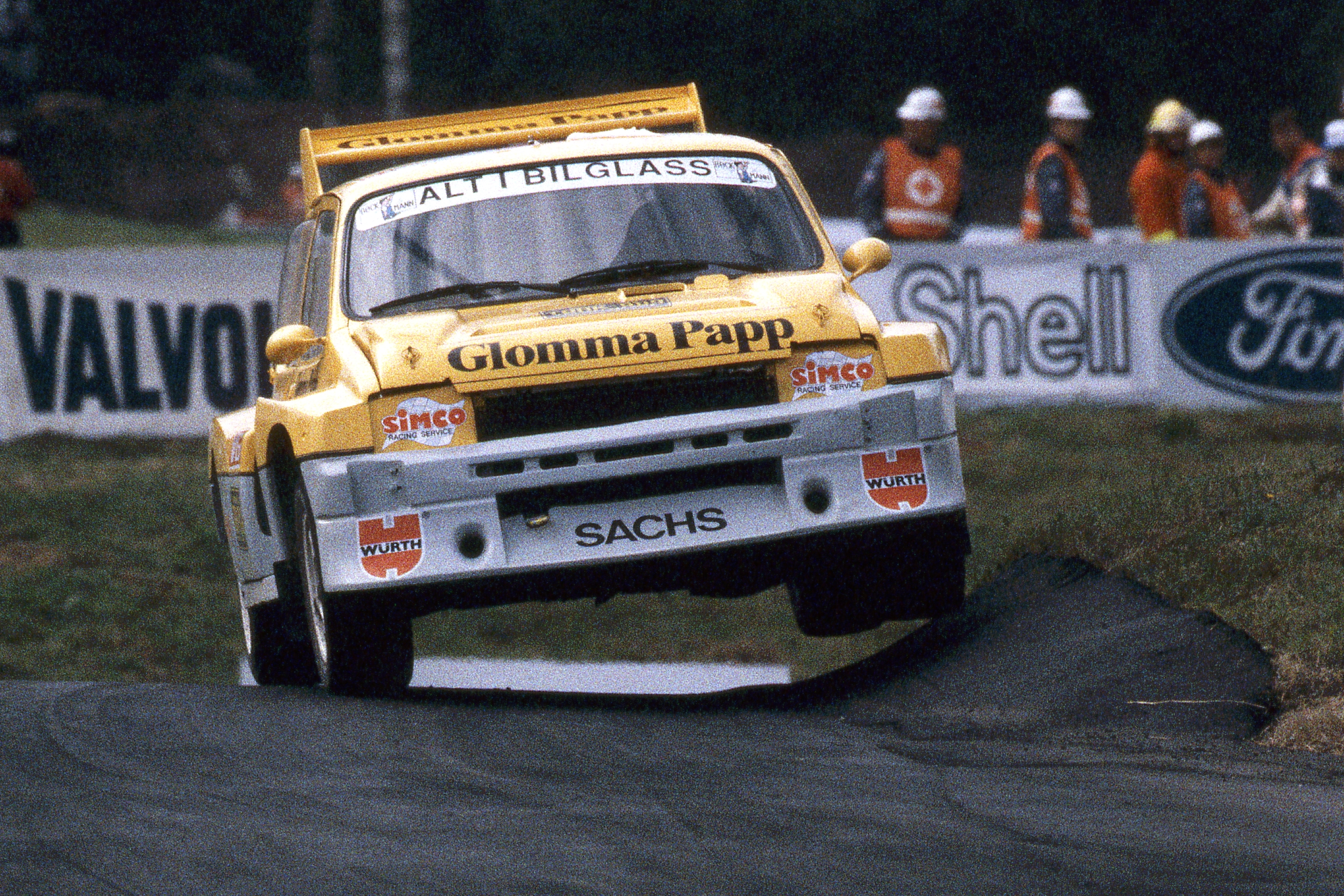
Ancienne groupe B dans les années 1980/1990.

## Circuits

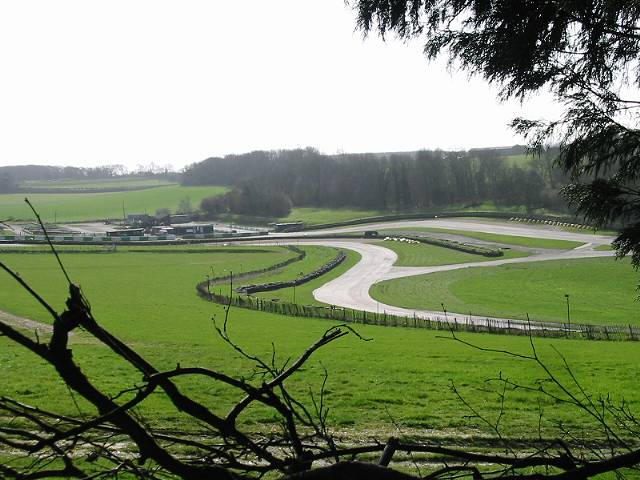
Le circuit de Lydden Hill, lieu de la première compétition de Rallycross.

Les circuits de rallycross alternent l'asphalte et la terre. La répartition terre/asphalte est variable selon les circuits mais tend vers minimum 40 % de terre et 60 % d'asphalte. Chaque circuit dispose d'une ligne droite bitumée, qui est aussi la ligne de départ. La majorité des circuits actuels disposent d'un « tour joker » (une déviation sur la piste plus lente que le tracé normal, favorisant les stratégies de course) que le pilote doit prendre une fois pendant la course.
Plusieurs circuits internationaux (circuit de Barcelone, circuit de Silverstone, Hockenheimring, circuit des Amériques, etc.) disposent désormais d'une piste en terre permettant de créer un circuit de rallycross.

## Organisations et fédérations
Les championnat du monde et championnat d'Europe de rallycross sont placés sous l'égide de la FIA. Le championnat britannique est géré par la Motor Sports Association (MSA). Le championnat de France est une compétition de la FFSA. 

## Déroulement d'une compétition
Le championnat de France de rallycross se déroule sur plusieurs épreuves de deux jours, chaque épreuve comprend :
- Quatre manches : entre trois et cinq voitures s'élancent de front sur quatre tours, le pilote le plus rapide sur le total des quatre tours prend la tête d'un classement. Des points intermédiaires sont attribués suivant l'ordre de ce classement. À la fin des quatre manches, les points sont additionnés et les quatorze premiers pilotes se qualifient pour les phases finales ;
- Deux demi-finales : huit voitures courent dans chaque demi-finale sur six tours. Les quatre premiers arrivés sont qualifiés pour la finale ;
- Finale : la finale se déroule sur sept tours, le vainqueur de la finale remporte l'épreuve.

Le championnat du monde de rallycross diffère du règlement français avec seulement douze qualifiés à la suite des manches, six voitures en demi-finale et finale et six tours en demi-finale et finale.

## Rallycross en France
Les compétitions françaises se disputent dans cinq catégories :
- Division Supercar : véhicules Esprit WRC, moteur de 2 L turbo de 500 ch et plus, quatre roues motrices ;
- Division Super1600 : véhicules Esprit Super 1600/R3C, moteur développant 220 ch et plus, deux roues motrices, autrefois appelée « Division 1A » ;
- Division 3 : véhicules T3F, châssis tubulaire, à quatre ou deux roues motrices non directrices ;
- Division 4 : véhicules de 2 L à deux roues motrices ;
- Twingo R1 : challenge coupe Twingo R1.

### Pilotes
À l'occasion de l'arrivée en France du rallycross, à la fin des années 1970, de nombreux pilotes issus d'autres disciplines automobiles, se feront une réputation dans la discipline. C'est, par exemple, le cas de Jean Ragnotti ou de Jean-Pierre Beltoise. Jean-Luc Pailler règne sur la discipline de 1991 à 2007, avec onze titres nationaux.
Les femmes sont également présentes en rallycross et courent avec les hommes. Parmi les pilotes féminines de rallycross, on note, par ordre chronologique Maïté Poussin, quatre fois successivement championne de France (1989, 1990, 1991, et 1992), Jessica Tarrière, trois fois championne de France, et Adeline Sangnier, également triple championne de France.

### Circuits

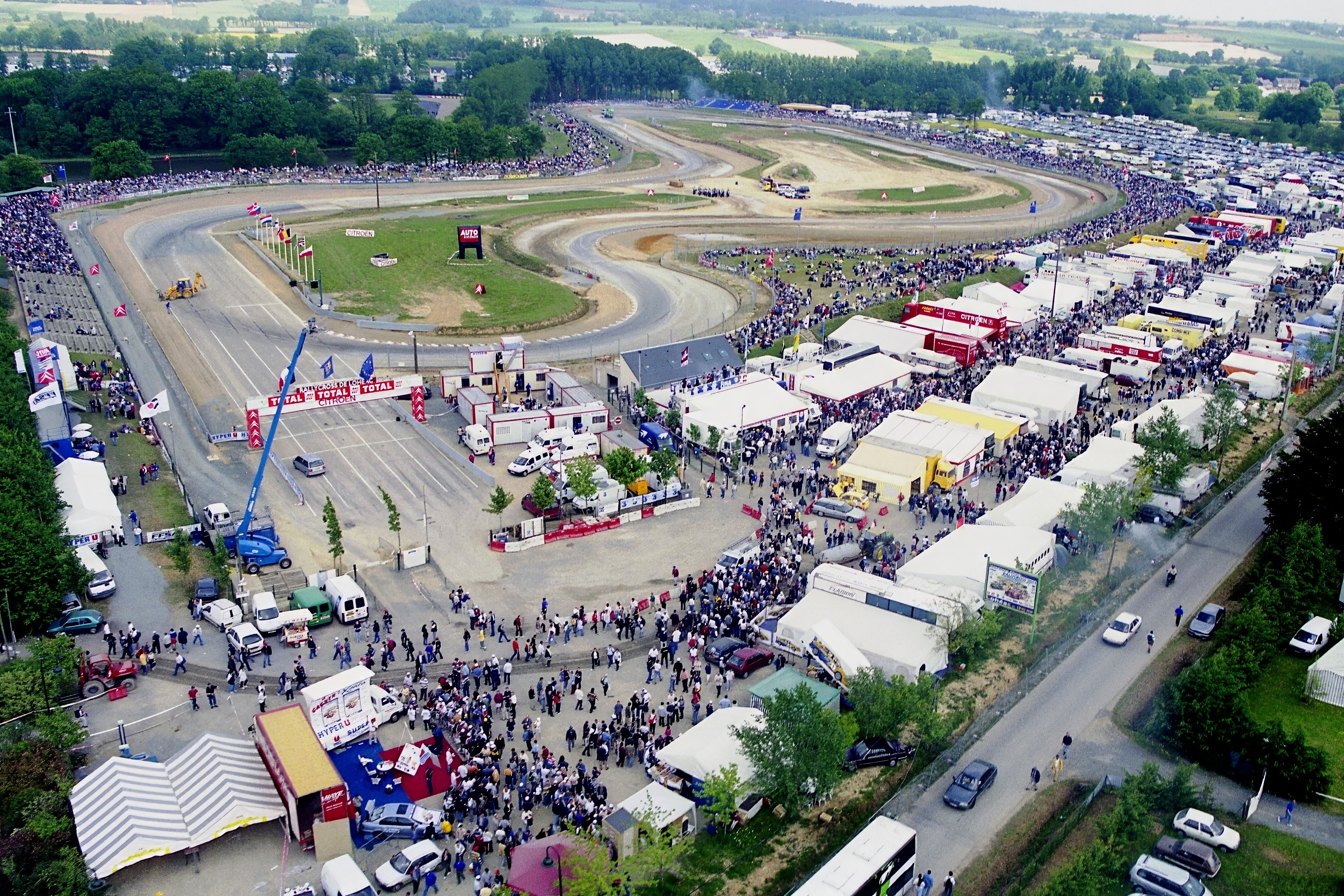
Le circuit de Lohéac, lieu de la première compétition de rallycross de France.

Les principaux circuits de rallycross français sont : 
- Le circuit de Lohéac : né de la volonté de Michel Hommell, c'est le lieu de la première compétition de rallycross organisée en France le 5 septembre 1976. Le rallycross de Lohéac était l'une des épreuves phare du championnat de France de rallycross jusqu'en 2012, avant de devenir la manche française du championnat du monde de rallycross FIA en 2014. L'épreuve attire plus de 70 000 spectateurs, ce qui en fait est la troisième épreuve automobile en France, quant à la fréquentation, derrière les 24 Heures du Mans et le Grand Prix de France de Formule 1.
- Le circuit de Mayenne : situé à Châtillon-sur-Colmont, né de la volonté du pilote Gustave Tarrière et de Maurice Forget, il porte le nom de ce chef d'entreprise.
- Le circuit de l'ouest parisien : situé à Dreux.
- Le circuit de Faleyras : situé en Gironde, est utilisé pour le championnat de France et héberge des épreuves du championnat d'Europe en 1995, 1999 et 2002[6].
- Châteauroux-Saint-Maur dans l'(Indre),
- Le circuit Sarthe-Lavaré (72) : long de 1 070 mètres, il accueille chaque année une étape du championnat de France de rallycross mais également des épreuves de Fol'Car.
- Pont de Ruan (37)
- Le circuit de Lessay (50)
- Le circuit de Kerlabo-Cohiniac : situé en Bretagne dans les Côtes d'Armor, est long de 953 mètres, et large de 14 à 15 mètres.
- Le circuit d'Essay-Normandie : appelé « circuits des Ducs » est l'un des plus anciens circuits de rallycross de France. Il accueille une demi-douzaine de courses par an : championnats de France et d'Europe de Rallycross, compétitions de supermotard et de Fol'Car.

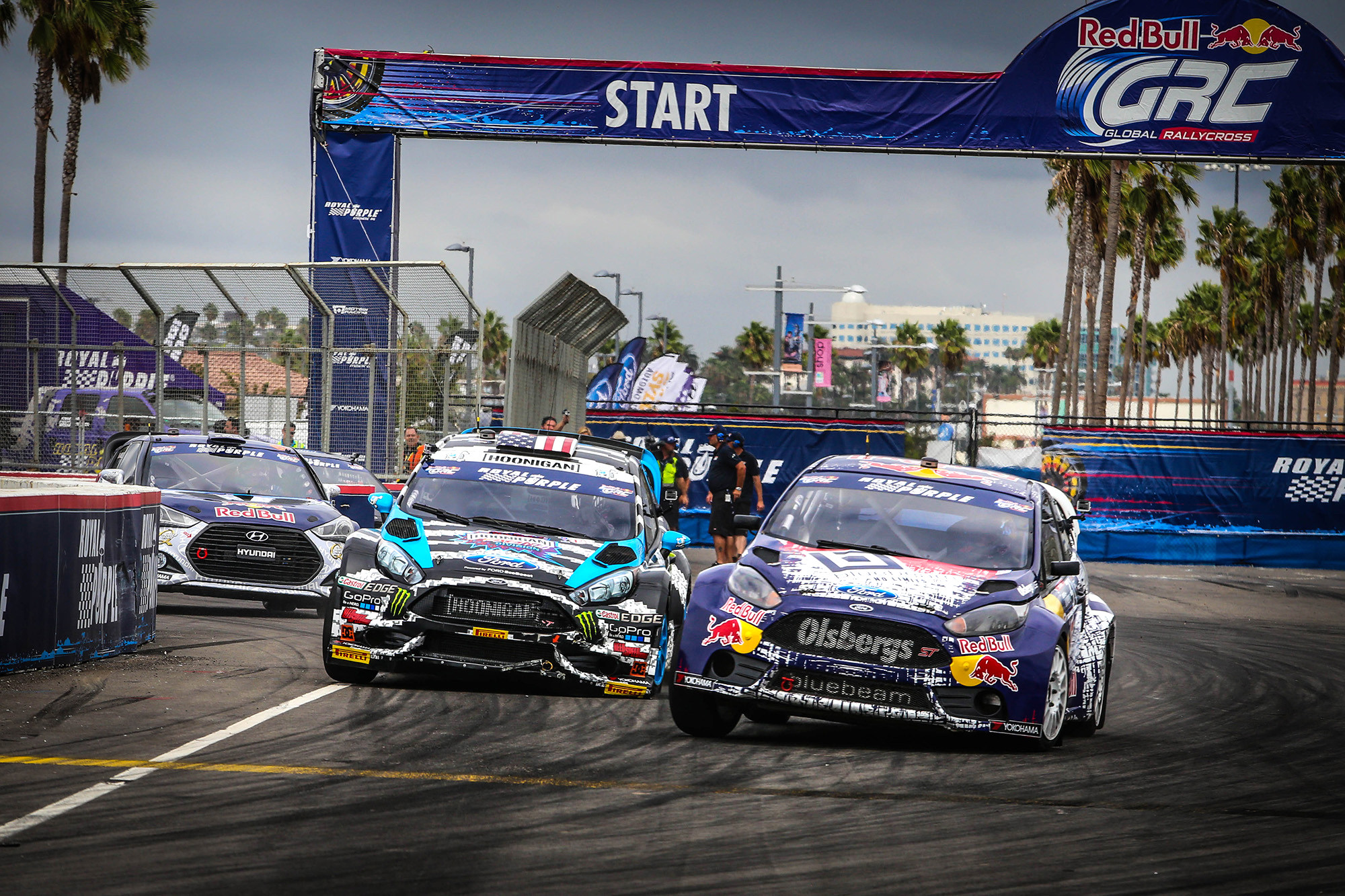
Le Global Rallycross Championship.

## Rallycross aux États-Unis
Le rallycross est apparu aux États-Unis lors des X Games 2010 (épreuve de l'X Games Rallycross), et a donné naissance au Global Rallycross Championship (GRC) dès l'année suivante. Le championnat utilise des circuits temporaires avec une partie asphalte et des sections en terre rapportées. Des pilotes comme Scott Speed, Ken Block, Tanner Foust, Travis Pastrana, Brian Deegan, Patrik Sandell ou Nelson Piquet Jr ont couru en GRC.
Le championnat a disparu en 2018 à la suite des difficultés financières de son promoteur, le nouveau championnat Americas Rallycross organisé par IMG a pris sa place sur le continent nord américain.